# Which Is Which? (film 1915)
 Which Is Which? è un cortometraggio muto del 1915 sceneggiato e diretto da Edwin McKim.

## Produzione
Il film fu prodotto dalla Lubin Manufacturing Company.

## Distribuzione
Distribuito dalla General Film Company, il film - un cortometraggio in una bobina - venne distribuito nelle sale USA il 30 novembre 1915.